# Xã Baldwin, Quận Delta, Michigan
Xã Baldwin (tiếng Anh: Baldwin Township) là một xã thuộc quận Delta, tiểu bang Michigan, Hoa Kỳ. Năm 2010, dân số của xã này là 759 người.